# Kalendarium historii Związku Socjalistycznych Republik Radzieckich
Kalendarium historii Związku Socjalistycznych Republik Radzieckich – uporządkowany chronologicznie wykaz dat i wydarzeń z historii Związku Socjalistycznych Republik Radzieckich.

## Rządy Włodzimierza Lenina i Józefa Stalina
- 30 grudnia 1922 – utworzenie ZSRR po połączeniu Rosyjskiej FSRR, Białoruskiej SRR, Ukraińskiej SRR i Zakaukaskiej FSRR[1].
- 1922–1953 – funkcję sekretarza generalnego partii bolszewickiej sprawował Józef Stalin[2].
- luty 1924 – Związek Radziecki nawiązał stosunki dyplomatyczne z Wielką Brytanią[3].
- maj 1924 – zawarto układ o wzajemnych relacjach pomiędzy ZSRR a Chinami[3].
- 1925 – ogłoszono odejście od Nowej Ekonomicznej Polityki wprowadzonej w 1921 w Rosyjskiej Federacyjnej Socjalistycznej Republice Radzieckiej[4].
- 1927 – początek niedoborów żywności na terenie Związku Radzieckiego[5].
- 1928 – rozpoczęto program przyspieszonej industrializacji i kolektywizacji[6].
- styczeń 1930 – przyspieszono kolektywizację[4].
- 25 lipca 1932 – w Moskwie podpisano polsko-radziecki pakt o nieagresji[7].
- 1932 – wprowadzono paszporty dla mieszkańców miast[8].
- 16 listopada 1933 – Związek Radziecki nawiązał stosunki dyplomatyczne z USA[9].
- 12 grudnia 1933 – Związek Radziecki odnowił stosunki dyplomatyczne z Chinami[9].
- 1 grudnia 1934 – zamordowano pierwszego sekretarza Komitetu Leningradzkiego WKP(b) Siergieja Kirowa[10].
- 1934 – Związek Radziecki został członkiem Ligi Narodów[9].
- 1934 – Związek Radziecki nawiązał stosunki dyplomatyczne z Węgrami, Czechosłowacją, Rumunią i Bułgarią[9].
- 1934 – w wyniku wcielenia OGPU wzrosło znaczenie NKWD, które miało za zadanie przeprowadzić czystki polityczne. Szefem zreorganizowanego NKWD został Gienrich Jagoda.
- 1934 – wprowadzono prawo odpowiedzialności zbiorowej[10].
- 2 maja 1935 – Związek Radziecki i Francja podpisały pakt obronny[9].
- grudzień 1936 – uchwalono nową konstytucję[10].
- 1936–1938 – wielka czystka w WKP(b)[6].
- 1936 – w celu wyjaśnienia śmierci Siergieja Kirowa przeprowadzono I proces moskiewski, podczas którego skazano m.in. Lwa Kamieniewa i Grigorija Zinowjewa[10].
- 1936 – odsunięto od kierownictwa NKWD Jagodę. Następcą Jagody został Nikołaj Jeżow[10].
- 1937 – przeprowadzono II proces moskiewski pod hasłem rozprawienia się z antyradzieckim trockistowskim centrum[10].
- 1937 – przeprowadzono czystki w armii, podczas których dokonano egzekucji marszałka Związku Radzieckiego Michaiła Tuchaczewskiego[9].
- 1938 – przeprowadzono III proces moskiewski przeciwko antyradzieckiemu blokowi prawicy i trockistów[10].
- 1938 – nowym szefem NKWD został Ławrientij Beria[10].
- 23 sierpnia 1939 – podpisano Pakt Ribbentrop-Mołotow.
- 17 września 1939 – Związek Radziecki zaatakował Polskę, biorąc tym samym udział w kampanii wrześniowej.
- 30 listopada 1939 – Związek Radziecki zaatakował Finlandię; początek wojny zimowej[11].
- 13 marca 1940 – Finlandia i Związek Radziecki podpisały układ pokojowy – w wyniku konfliktu Finlandia straciła 10% powierzchni swojego kraju[11].
- 1940 – Związek Radziecki siłą włączył Litwę, Łotwę i Estonię[1].
- 1940 – Związek Radziecki zamordował w Katyniu ok. 4,4 tysiąca jeńców – oficerów polskich z obozu w Kozielsku[12].
- 22 czerwca 1941 – III Rzesza zaatakowała Związek Radziecki.
- 30 lipca 1941 – uchwalono układ polsko-sowiecki (znany także jako Układ Sikorski-Majski), w którym ZSRR zgodziło się na anulowanie porozumień sowiecko-niemieckich z 1939[6].
- 1942 – Związek Radziecki pokonał niemiecką armię w bitwie pod Moskwą, dzięki czemu Rosjanie rozpoczęli kontrofensywę[6].
- 1943 – Związek Radziecki wziął udział w konferencji teherańskiej.
- 1945 – Józef Stalin uczestniczył w konferencjach wielkiej trójki w Jałcie i Poczdamie.
- 1945 – wojska ZSRR zdobyły Berlin.
- 1945 – Związek Radziecki podporządkował sobie Europę Środkowo-Wschodnią, ustanawiając marionetkowe rządy na Węgrzech, w Polsce, radzieckiej strefie okupacyjnej w Niemczech, Czechosłowacji, Bułgarii, Rumunii i Jugosławii.
- 1948 – Jugosławia zerwała współpracę ze Związkiem Radzieckim[6].
- 1948–1949 – blokada Berlina przez Związek Radziecki.
- 1950 – Związek Radziecki wziął udział w wojnie koreańskiej[6].
- 5 marca 1953 – śmierć Józefa Stalina[6].

## Rządy Nikity Chruszczowa
- 1953–1964 – rządy Nikity Chruszczowa[2].
- 1955 – powstał Układ Warszawski, w którym Związek Radziecki pełnił kluczową rolę.
- luty 1956 – podczas XX Zjazdu KPZR potępiono politykę Stalina[13].
- 1956 – Związek Radziecki dokonał zbrojnej interwencji na Węgrzech.
- 4 października 1957 – wystrzelono pierwszą na Ziemi sztuczną satelitę Sputnik 1[14].
- 1961 – XXII Zjazd partii uznał, że społeczeństwo radzieckie osiągnęło socjalistyczny etap rozwoju i uchwalił program partii (tzw. program dwa i pół) określający zadania społeczno-gospodarcze ZSRR w okresie przejścia do komunizmu[2].
- 1962 – wybuchł kryzys polityczny pomiędzy ZSRR a USA – kryzys kubański.
- 1963 – Związek Radziecki i Stany Zjednoczone podpisały układ o zakazie prób jądrowych[15].

## Rządy Leonida Breżniewa
- 1964–1982 – rządy Leonida Breżniewa[2].
- 1968 – wojska Związku Radzieckiego, Polski, NRD, Węgier i Bułgarii dokonały interwencji wojskowej w Czechosłowacji.
- 1968 – ogłoszono „doktrynę Breżniewa”[13].
- 11 września 1971 – zmarł Nikita Chruszczow[16].
- 7 października 1977 – przyjęto nową konstytucję[17].
- 18 czerwca 1979 – Jimmy Carter podpisał z Leonidem Breżniewem układ SALT II ograniczający zbrojenia amerykańskie i radzieckie[13].
- 25 grudnia 1979 – radzieccy spadochroniarze wylądowali w Kabulu; początek radzieckiej interwencji w Afganistanie[13].

## 1982–1991
- 1982–1984 – rządy Jurija Andropowa[2].
- 1984–1985 – rządy Konstantina Czernienki[2].
- 11 marca 1985 – funkcję sekretarza generalnego KPZR przejął Michaił Gorbaczow[18].
- 1985 – początek pierestrojki[1].
- 26 kwietnia 1986 – w Czarnobylu doszło do wypadku jądrowego[19].
- 1986 – doszło do protestów niepodległościowych w Ałmaty[19].
- 1987 – początek polityki głasnosti[1].
- 14 kwietnia 1988 – w Genewie podpisano porozumienie między ZSRR, Afganistanem, Pakistanem i USA w sprawie wycofania wojsk radzieckich z Afganistanu[20].
- grudzień 1988 – wprowadzono swoisty parlamentaryzm z instytucją Zjazdu Deputowanych Ludowych, wyłaniającym 2-izbową Radę Najwyższą ZSRR[19].
- 1988 – w Azerbejdżanie doszło do pogromu Ormian[19].
- luty 1989 – Związek Radziecki wycofał swoje wojska z Afganistanu[19].
- 1989 – strajki w górnictwie[2].
- 1990 – wprowadzono urząd prezydenta ZSRR[19].
- lipiec 1991 – wprowadzono wielopartyjność oraz gospodarkę rynkową[2].
- sierpień 1991 – pucz moskiewski[2].
- listopad 1991 – ZSRR przekształcono w luźną konfederację republik[1].
- 8 grudnia 1991 – z inicjatywy Borysa Jelcyna ogłoszono upadek Związku Radzieckiego[1].
- 8 grudnia 1991 – powstała Wspólnota Niepodległych Państw składająca się wówczas ze Związku Radzieckiego, Białorusi i Ukrainy[21].
- 21 grudnia 1991 – podpisano formalny układ tworzący WNP. W jej skład weszło 11 państw[21].
- 25 grudnia 1991 – Michaił Gorbaczow zrezygnował z funkcji prezydenta[13].
- 26 grudnia 1991 – rozwiązano Związek Radziecki[1].